# TICA
TICA（ティカ）は、2000年から活動する日本の音楽ユニット。

## メンバー
- 武田カオリ（たけだ かおり） - ボーカル
- 石井マサユキ（いしい まさゆき） - 音楽プロデューサー

## 概要
2000年5月、カバー集『No Coast』でデビュー。以来、多数のCDを発表しているが、2004年以降リリースが途絶えがちになり、2009年以降はまったくリリースがない。
石井マサユキのR&Bやブレイクビーツ、トリップ・ホップといったエッセンスを混ぜ合わたトラックと、武田カオリの中低音で優雅なヴォーカルによる、フロア・フレンドリーな雰囲気の音楽が特徴である。

## ディスコグラフィー

### シングル
- 顕微鏡 （2000年10月18日）
- pool （2001年01月24日）
- I'll Be Back （2002年02月20日）

### アルバム
- No Coast （2000年05月31日）
- Weight-Less （2001年02月21日）
- A Night at Cafe Apres-midi （2001年08月22日）
- Phenomena （2002年03月27日）
- latest rules （2003年05月21日）
- MINING FOR GOLD （2004年06月02日）
- It's Too Fast '00-'04 （2005年11月23日）
- Johnny Cliche （2009年10月28日）

### 12inchアナログ
- Rock The Casbah （2000年05月19日）